# Anton Tabone
Anton Tabone (* 1937 auf Gozo) ist ein maltesischer Politiker der Nationalist Party und war langjähriger Minister für Gozo sowie langjähriger Sprecher des Repräsentantenhauses (Speaker of the House).

## Biografie
Tabone entstammte einer einflussreichen maltesischen Familie. Bereits sein Großvater Dr. Nicola Tabone und sein Vater Dr. Anton Tabone (1898–1972) waren Abgeordnete des Parlaments. Sein Onkel Ċensu Tabone war ebenfalls Abgeordneter, Minister und schließlich von 1989 bis 1994 Staatspräsident Maltas.
Nach dem Schulbesuch am Gozo Seminar und dem St. Aloysius College war er Angestellter der National Bank of Malta, der heutigen Bank of Valletta.
Er selbst begann seine politische Laufbahn bereits 1966, als er als Kandidat der Partit Nazzjonalista (PN) erstmals zum Abgeordneten des Repräsentantenhauses gewählt wurde, wo er zunächst den Wahlkreis 10 vertrat. Bei den Wahlen von 1971, 1976, 1981, 1987, 1992, 1996 sowie 2003 wurde er jeweils als Abgeordneter wiedergewählt, wobei er ab 1976 Wahlkreis 13 vertrat.
Als Abgeordneter war Tabone zunächst lediglich Hinterbänkler (Backbencher), ehe er ab 1971 dem Schattenkabinett als Landwirtschafts- und Fischereiminister und später als Minister für Gozo sowie dem Exekutivkomitee der PN angehörte. Daneben war er einige Jahre von 1966 bis 1973 Mitglied des mittlerweile aufgelösten Zivilrates von Gozo, in dem er auch Vorsitzender mehrerer Ausschüsse war. Dabei setzte er sich wie bereits zuvor sein Vater und Gründer des Zivilrates für die Interessen Gozos ein, wie zum Beispiel für die Errichtung der Sektion von Gozo im Nationalarchiv.
Am 12. Mai 1987 wurde Tabone von Premierminister Edward Fenech Adami zum ersten Minister für Gozo ernannt und behielt dieses Amt auch nach dessen Wiederwahl 1992 bis zum 28. Oktober 1996. Als Minister für Gozo, der zweitgrößten Insel Maltas, förderte er den regionalen Aspekt der Insel innerhalb Maltas und setzte sich für die Aufnahme der Insel zum Mitglied der Konferenz für Rand- und Meerregionen Europas (Conference of Peripheral and Maritime Regions of Europe) ein. Darüber hinaus half er die Interessen Gozos und seiner Bewohner zu fördern, so dass die Insel heute sowohl in der nationalen als auch in der Politik der Europäischen Union Förderung erhält. Nach der Wahlniederlage der PN gegen die Partit Laburista wurde er 1996 wieder zum Schattenminister der PN für Gozo berufen.
Im Oktober 1998 wurde er als Nachfolger von Myriam Spiteri Debono zum Sprecher des Repräsentantenhauses (Speaker of the House) und hatte mit fast 10 Jahren die längste Amtszeit der bisherigen Parlamentspräsidenten. Am 10. Mai 2008 folgte ihm Louis Galea als Speaker of the House. Als Parlamentssprecher förderte er die maltesische Initiative zur Gründung einer Parlamentarischen Mittelmeerversammlung (Parliamentary Assembly of the Mediterranean) und die Ansiedlung von deren Sekretariat in Malta. Mit Erfolg setzte er auch die parlamentarische Eingliederung Maltas nach dem Beitritt Maltas zu Europäischen Union 2004 durch.
Bei den Parlamentswahlen 2008 kandidierte er erneut wie auch erstmals sein Sohn Robert Tabone als Abgeordneter, wobei beide allerdings erfolglos waren.
Für seine Verdienste wurde er im Dezember 2008 von Staatspräsident Edward Fenech Adami mit dem Nationalen Verdienstorden (National Order of Merit) ausgezeichnet.

## Reden
- THE EURO-MEDITERRANEAN PARLIAMENTARY FORUM AND THE PARTNERSHIP. Rede auf dem 10. EURO-MEDITERRANEAN PARLIAMENTARY FORUM AND THE PARTNERSHIP.
- 10th Anniversary since the institution of the Office of the Auditor General (Memento vom 20. Juli 2007 im Internet Archive)
- EU Speakers' Conference. Bratislava, 24-26 May 2007. Ehemals im Original (nicht mehr online verfügbar); abgerufen am 9. März 2021. (Seite nicht mehr abrufbar. Suche in Webarchiven)